# Caporal Blutch
Cet article concerne le personnage de la série de bandes dessinées Les Tuniques bleues. Pour l'auteur de bandes dessinées français, voir Blutch.
Le caporal Blutch est un personnage de bande dessinée, il est avec le sergent Cornélius Chesterfield l'un des deux personnages principaux de la série Les Tuniques bleues.

## Biographie fictive
Blutch est né dans le Missouri entre 1842 et 1844. Orphelin, il est recueilli par le docteur Harding, un médecin alcoolique. Ce dernier va tenter de l'élever, mais une association de dames patronnesses bigotes le lui retirera pour le placer dans un orphelinat. Il finira par s'en enfuir, en compagnie d'Harding, à l'âge de six ans.
Ensemble ils traversent les États-Unis jusqu'en Californie et plus précisément la ville de San Francisco, où Blutch exerce divers petits boulots (cireur de chaussures, docker, vendeur de journaux...). Il finit par se détacher du docteur vers ses vingt ans et part s'installer à Milford dans le Connecticut où il ouvre un bar. Peu après l'ouverture, il croise Cornélius Chesterfield, alors garçon boucher, avec lequel il s'engagera dans l'armée nordiste par méprise lors d'une soirée de beuverie pour fêter les fiançailles de ce dernier.
Alors qu'il ne sait pas monter à cheval, Blutch ment pour s'engager dans la cavalerie. Après des débuts à l'entretien des chevaux, où il apprend la nuit avec Chesterfield à monter à cheval, il est promu caporal au Fort Bow, où il rencontrera Tripps, Bryan, Plume d'Argent, ainsi que le colonel Appeltown, avant d'aller dans la cavalerie et muté dans le 22e de cavalerie après un tirage au sort truqué, où il sera avec Chesterfield le seul à écrire son nom sur les bulletins.

## Analyse du personnage

### Caractère
Blutch essaye tout au long de la série de déserter, contrairement à Chesterfield qui passe son temps à le surveiller. Il a dressé son cheval Arabesque à s'effondrer dès que quelqu'un crie le mot « Chargez », ou que l'on tire en l'air, ce qui lui évite de prendre part aux charges ; il dit cependant qu'il est de nature comme cela. Si quelqu'un touche à son cheval, il est prêt à tuer l'auteur de l'acte. S'il rechigne à se distinguer pendant les charges, ce qui peut s'expliquer par le fait que le capitaine Stark envoie ses soldats à la mort presque à chaque fois, il se montre souvent d'un grand courage pour sauver des vies ainsi que d'une vive intelligence.

### Physique
Blutch est petit avec une tête disproportionnée par rapport à son corps, il possède une lèvre et un nez d'une grande taille, ainsi qu'une petite bouche.
Dans les premiers albums de la série, dessinés par Louis Salvérius, Blutch a un petit corps malingre, une grosse tête, un gros nez et une petite bouche.
À la suite du décès de Salvérius, c'est Willy Lambil qui reprend la série. Il dessine alors Blutch de manière assez caricaturale bien que son physique se normalise un peu. C'est à l'album n° 15 Rumberley que Blutch trouve un physique réaliste.

### Relations

#### Avec Chesterfield
Blutch entretient avec Chesterfield une relation compliquée. Si en façade il semble détester ce dernier, n'hésitant pas à le menacer de mort par moments et lui reprochant son engagement dans l'armée, cela n'est qu'un jeu de rôle, ne pouvant déclarer par fierté et pudeur son amitié pour Chesterfield. Il lui sauve la vie plusieurs fois et ne tente rien pour déserter quand Chesterfield n'est pas en mesure de le surveiller.

#### Avec Arabesque
Arabesque est la jument de Blutch. Les autres nordistes disent que Blutch l'a dressée de manière qu'elle s'effondre et fasse la morte dès que quelqu'un crie le mot « chargez », mais dans l'album Arabesque, il dit que c'est naturel, lui permettant ainsi de ne pas participer aux charges mortelles du capitaine Stark. Entre lui et sa jument c'est une vraie histoire d'amour.
Dans l'album Les Nancy Hart, il entre dans une grande colère suivie d'une déprime, lorsqu'il croit qu'on lui a volé sa monture. Les crises de colère de Blutch quand il en vient à son cheval terrifient même les officiers supérieurs, ces derniers sachant que le caporal n'hésitera pas à loger une balle dans la tête à toute personne nuisant à Arabesque, peu importe leur grade. De même, dans l'album Arabesque quand il constate que sa jument est malade il accourt chercher quelqu'un pouvant la soigner. Ces deux exemples illustrent bien l'affection que porte Blutch pour sa jument.

#### Avec les officiers
Pour Blutch il y a deux types d'officiers : les « planqués » qui envoient leurs hommes mourir en restant à l'abri, et ceux qui vont se battre aux côtés de leurs hommes. Ainsi dans Le David il s'en prend au jeune capitaine Stilman l'accusant de n'avoir jamais vu ce qui se passe sur les champs de bataille. Plus tard dans le même album, il confiera à Chesterfield sa haine des officiers bâtis pour se battre, mais ne le faisant jamais. À l'inverse, il a du respect pour le général sudiste Pemberton qui n'hésite pas à se battre aux côtés de ses hommes. Seul le capitaine Stark, qui pourtant n'hésite pas à se lancer en premier dans la bataille, ne gagne pas le respect de Blutch, ce dernier le considérant comme mentalement dérangé en envoyant ses hommes à la mort.